# Elektronska cijev
Elektronska cijev je aktivni elektronički element čiji se rad temelji na protoku slobodnih elektrona u zrakopraznom prostoru između dvije ili više elektroda.
Danas su u većini primjena elektronske cijevi zamijenjene manjim i jeftinijim tranzistorima u diskretnoj ili integriranoj izvedbi, međutim još uvijek se koriste u radijskim odašiljačima velikih snaga, pojačalima posebne namjene, a također i u posebnim izvedbama kao što su magnetron u mikrovalnim pećnicama i katodna cijev za prikaz slike u televizorima i računalnim monitorima. Slične elektronskim cijevima su i plinom punjene cijevi kod kojih osim slobodnih elektrona vodljivosti doprinose i slobodni ioni, npr. tiratron koji je imao primjenu sličnu današnjem tiristoru.

## Povijest
Zapažanje toplinske emisije potječe još od druge polovine XIX stoljeća i prvi puta ga je u svom radu zapisao Frederick Guthrie, 1873. godine, premda ga je patentirao Thomas Edison 1884. godine ne uviđajući sve potencijale otkrića. Prvu elektronsku cijev diodu sa svojstvima propuštanja električne struje u samo jednom smjeru konstruirao je na samom početku XX stoljeća John Ambrose Fleming, engleski fizičar da bi odmah nakon toga Lee De Forest konstruirao svoj "audion", prvu elektronsku cijev s mogućnosti pojačanja, kasnije poznatu pod imenom trioda. Ova otkrića označila su temelje jednog novog područja elektrotehnike: elektronike. Kroz dolazeće godine elektronska cijev je tehnološki usavršavana (bolji vakuum, duža trajnost), dodavane su i izvođene nove rešetke te je elektronska cijev do šezdesetih godina XX stoljeća bila dio većine elektronskih uređaja. 

## Trioda
Trioda je svakako prvi aktivni elektronički element sa svojstvima pojačanja. Kako se kod triode upravljačka rešetka nalazi znatno bliže katodi nego anoda,  električno polje između rešetke i katode osjetno je više utjecalo na veličinu anodne struje u odnosu na električno polje između anode i katode. Na taj je jednostavan način ostvareno i naponsko pojačanje elektronske cijevi. Triodi se u krug katode stavljao otpor kako bi se osigurao odgovarajući prednapon za postavljanje radne točke u najlinearnije područje radne karakteristike i izbjegla prepobuda.
Trioda je u to vrijeme, međutim, bila dosta nestabilna u radu na pojavu oscilacija, a kapacitet anoda/rešetka je nepovoljno utjecao na naponsko pojačanje pojačala s elektronskim cijevima na višim frekvencijama. Te su se poteškoće pokušale riješiti ugradnjom druge rešetke kako bi ta rešetka spriječila utjecaj kapacitivne veze anoda/rešetka. Tako izvedena cijev nazvana je tetroda.

## Tetroda
Druga rešetka imala je prema tome ulogu svojevrstnog “zaslona” i zaklanjala je upravljačku, prvu rešetku od anode. Druga rešetka spajana je na pozitivan potencijal i za izmjenične komponente uzemljena na katodu odgovarajućim kapacitetom. Za razliku od tipične triode tog vremena koja je imala ukupni ulazni kapacite između rešetke i katode kojih 5 pF, ugradnjom druge rešetke ulazni kapacitet je smanjen na otprilike 0.01 pF.
Tetroda je mogla osigurati dovoljnu izlaznu snagu za pobudu zvučnika ili odašiljača, mogla je raditi na višim frekvencijama i imala je znatno veći faktor naponskog pojačanja u odnosu na triodu. Međutim, kod triode su odnosi u izlaznom krugu bili nepovoljniji. Pozitivni napon na drugoj rešetci privlačio je elektrone i uzrokovao tijek relativno velike struje uzrokujući kao posljedicu grijanje rešetke, dodatni potrošak snage i opasnost od uništenja elektronske cijevi. Štoviše, druga rešetka privlačila je i sekundarne elektrone koji su se odbijali od anode i imali još dovoljno kinetičke energije da stignu na drugu rešetku. To je izazivalo smanjenje anodne struje u određenom radnom području i pojavu negativnog unutarnjeg dinamički električni otpor otpora diode, gdje se povišenjem anodnog napona jakost anodne struje smanjivala (slika desno). Ugradnjom nove, treće, rešetke riješena je i ova poteškoća.  

## Pentoda
Treća rešetka spajala se na referentni potencijal ili na potencijal katode te je u odnosu na anodu stvarala takvo električno polje koje je odbijalo sekundarne elektrone i vraćalo ih na anodu. Kako je imala pet elektroda, tako izvedena elektronska cijev zvala se pentoda, a izumio ju je Bernard D. H. Tellegen 1928. godine.
Pentoda je u primjeni dala bolje energetsko iskorištenje, veće radno područje, jednako mali povratni kapacitet anoda/upravljačka rešetka kao kod tetrode te osjetno veći unutarnji dinamički otpor što joj je davalo znatne prednosti u odnosu na triodu.
Pentoda je konstruirana krajem tridesetih godina prošlog stoljeća i našla je široku primjenu, od komercijalnih radio prijemnika, vojnih uređaja, TV prijemnika do drugih različitih elektronički sklopova uključujući tu nešto kasnije i prva elektronička računala izvedena elektronskim cijevima.

## Heptoda
Zamisao o elektronskoj cijevi s dvije upravljačke rešetke koja bi “miješala” ulazne signale bila je u to vrijeme već duže prisutna u istraživačkim krugovima. Isprva je triodi naprosto dodana druga upravljačka rešetka, gdje se takva elektronska cijev nikako nije smjela smatrati tetrodom kojoj je druga rešetka bila na visokom pozitivnom potencijalu.  U novoj izvedbi elektronske cijevi miješali su se ulazni signali pomoću dvije upravljačke rešetke i djelovanjem nelinearne prijenosne karakteristike cijevi na izlazu su se pojavili električni signali kojima je frekvencija bila jednaka zbroju, odn. razlici frekvencija ulaznih električnih signala. Međutim, kapacitivna veza između obje upravljačke rešetke bila je prevelika te su se tražila nova rješenja.
Edwin Armstrong je 1918. godine ostvario efekt amplitudne demodulacije koristeći par trioda u istom kućištu elektronske cijevi ugređene u superheterodinski prijemnik, gdje je jedna poslužila kao oscilator, a druga kao miješalo signala. U heptodi se na taj način na katodu druge elektronske cijevi dovodio električni signal oscilatora, na upravljačku rešetku primljeni signal s antene, a signal zbroja i razlika frekvencija pojavljivao se na anodi. 
Prve takve elektronske cijevi zvale su se "pentagrid", elektronske cijevi s pet rešetki i sve su manje ili više bile osjetljive na kapacitivnu vezu između pojedinih dijelova elektronske cijevi kao cjeline. 

## Hexoda
Postojalo je više izvedbi "pentagrid" elektronskih cijevi koje su sve u sebi objedinjavale i oscilator i miješalo signala pokušavajući pri tome što više smanjiti međusobni utjecaj pojedinih cjelina elektronske cijevi. Elektronska cijev “pentagrid” je imala ozbiljan nedostatak, gdje je oscilator mijenjao frekvenciju u blizini jakog odašiljača što je stvaralo poteškoće u prijemu signala slabijih radio stanica na drugim frekvencijama.
Heksoda je, iznenađujuće, proizvedena nakon heptode, odn. “pentagrid” elektronske cijevi. Razvijena je u Njemačkoj, no od početka je bila zamišljena s odvojenim triodnim oscilatorom. Ulazni signal je doveden na prvu rešetku, rešetke 2 i 4 su, obično interno, spojene zajedno kao zakrilne rešetke kod tetrode, a rešetka 3 poslužila je kao ulaz oscilatora. Glavna je prednost bila što je ulazni signal doveden na prvu rešetku te je time povećana osjetljivost prijemnika.
Slijedile su i druge kombinacije te je, na primjer, u elektronsku cijev ECH35 bio u jedno stakleno kućišteugrađen sustav trioda/hexoda.

## Oktoda
Premda nema 5 rešetki, ova elektronska cijev bez sumnje koristi princip elektronske cijevi s pet rešetki ("pentagrid").  Dodatkom još jedne rešetke smanjena je sekundarna emisija s anode i time ostvarena dodatna energetska ušteda kod radio prijemnika na baterije koji su tada bili vrlo popularni. Bilo je raznih izvedbi, no ona vrijedna spomena je svakako Philipsova EK3 oktoda, gdje je tijek elektrona oba sustava bio usmjeren u uži snop, na koji način je međudjelovanje trebalo biti potisnuto. 
Razvojem elektronskih cijevi s više rešetki dosegnut je na izvjestan način i vrhunac u upotrebi elektronskih cijevi.
Tijekom šezdesetih godina vodeće elektroničke komponente postaju poluvodiči, no elektronske cijevi i do danas ostaju u upotrebi u pojedinim primjenama, prvenstveno u tonfrekvencijskim pojačalima i pretpojačalima gdje se traži specifična „boja“ zvuka (instrumentalna pojačala, pojačala za vrhunsku reprodukciju zvuka te za neke posebne namjene. Elektronske cijevi se i danas proizvode u malim serijama za audio i još neke posebne primjene, tehnološki usavršene i pouzdanije no karakteristikama jednake najpopularnijim elektronskim cijevima iz prošlosti (ECC 83, EL84, EL 34, i td.